# Calanthemis schmidi ater
Calanthemis schmidi ater es una subespecie de escarabajo longicornio del género Calanthemis, tribu Clytini, subfamilia Cerambycinae. Fue descrita científicamente por Dauber en 2004.

## Descripción
Mide 11,6 milímetros de longitud.

## Distribución
Se distribuye por República Democrática del Congo.